# Johann III. (Gützkow)
Johann III. von Gützkow († 1334) war ein Graf von Gützkow.

## Forschungsgeschichte
Die Abgrenzung der einzelnen Gützkower Grafen mit Namen Johann ist ebenso schwierig, wie dies bei ihren Verwandten namens Jaczo der Fall ist. Von der ursprünglichen Annahme, es gebe vier gleichnamige Gützkower Grafen Jaczo, konnte die Forschung auf drei oder ggf. zwei Personen reduzieren. Bei den Gützkower Grafen Johann ist Theodor Pyl von fünf gleichnamigen ausgegangen, Roderich Schmidt hat zumindest in seiner knappen Abhandlung nur drei erwähnt, während Detlev Schwennicke von sechs zu unterscheidenden Grafen Johann von Gützkow ausging. Hinzu kommt, dass auch die gleichnamigen Burgmannen von Wieck vor Gützkow zumindest einen Angehörigen namens Johann von Gützkow hatten, der zu Beginn des 14. Jahrhunderts urkundlich auftrat.
Als gesichert und unstrittig gilt, dass Johann III. von Gützkow († 1334) ein Sohn Johanns II. von Gützkow und der ältere Bruder des Grafen Johann (Henning) IV. war.
Die Auffassung, dass Johann III. derjenige war, welcher zwischen dem 16. Januar und 18. Juni 1334 wohl seinen in der Schlacht am Kremmer Damm erhaltenen Wunden erlag wurde zuerst von Johannes Hoffmann hergeleitet und später von Rymar und Schwennicke geteilt. Eine eindeutige urkundliche Beweislage, welcher der beiden gräflichen Brüder das Jahr 1334 überlebte, existiert nicht.

## Urkundliches Auftreten

Siegel des Grafen Johann III. von 1327

Die Grafen Nikolaus, Johann III. und Johann IV. von Gützkow überließen am 21. April 1320 der Greifswalder Bürgerfamilie von Krebsow für 640 Mark Wendisch die Hälfte des Dorfes Hanshagen, nebst den beiden Untermühlen, 15 Landhufen und einige Katen als Deckung der Schuld ihres kürzlich verstorbenen Vetters Graf Bernhard von Gützkow. Auch Bernhards Schwester Margarete von Gützkow setzte ihr Siegel unter die Urkunde. Die Grafen Nikolaus und Johann III. überwiesen gemeinsam noch im selben Jahr zwei Mal dem Kloster Eldena, zuerst eine Hufe Land in Weitenhagen und 5 Mark aus der Bede des Dorfes und dann zehn Hufen Land in Diedrichshagen.
Als Lehnsherr bestätigte Graf Johann III. von Gützkow (Johannes Dei gracia comes in Gutzecowe)am 15. August 1322 in Sarnow seinen Vasallen, den von Behr den Verkauf einiger Hufen in Negentin, Stresow, Groß Kiesow, Bandelin, Sanz, Müssow, sowie eine halbe Hufe und den Krug Busdorf an die Greifswalder Bürger Eberhard und Johann Letzenitz, welcher bereits am 23. April 1321 für 3.600 Mark abgewickelt wurde.
Die Grafen Johann III. und Johann IV. von Gützkow (Johannes et Johannes, fratres, Dei gracia comites de Gutzekow) verpfändeten am 27. März 1323 dem Greifswalder Bürger Martin von Münster drei Mark Bede aus drei Hufen ihres Gutes in Diedrichshagen für 30 Mark. Ebenfalls 1323 verliehen beide Grafen dem Kloster Eldena fünf Mark Bede in Weitenhagen.
Im ersten rügischen Erbfolgekrieg waren die Grafen von Gützkow zunächst Parteigänger der Mecklenburger. Nachdem die Städte Demmin und Greifswald Mitte August 1326 einen Waffenstillstand verweigern, erklärt auch Graf Johann III. von Gützkow den Städten die offene Fehde. Am 13. Juni 1327 jedoch gelobten Johannes et Henninghus, Dei gracia comites de Gutzecowe in Greifswald mit ihren Vasallen der Herzogin Elisabeth von Pommern, Witwe Wartislaws IV., und deren unmündigen Kindern die Treue zu Pommern. Als Herzog Heinrich II. von Mecklenburg und die Herren Johann II. und Johann III. von Werle 1328 auf Treptow zogen, warfen sich ihnen die Pommern unter der Führung des Gützkower Grafen Johann III. entgegen und bezwangen die Mecklenburger bei Völschow. In der Folge kam es am 27. Juni 1328 zum Frieden von Brudersdorf, an dem die Grafen von Gützkow (de greven van Gutzcowe) maßgeblichen Anteil hatten und den sie auch mitzeichneten.
Die Grafen Johann III. und Johann IV. von Gützkow (Johannes et Hennyngus, Dei gracia comes in Ghutzecow) setzten am 26. Juni 1330 Mechtild von Schwerin, der Gattin Johanns IV. von Gützkow, ein Leibgedinge von 300 Mark und ein Erbgut im Dorf Vorwerk bei Loitz aus für den Fall, dass dieser stirbt. Im selben Jahr, am 10. August gelobten Fürst Johann von Werle und Graf Johann III. von Gützkow (van der gnade godes de aldeste greve van Gützekowe) mit ihren Vasallen, den Vertrag zwischen Herzog Barnim III. und den Rittern von Thun einzuhalten, in dem es um die Befestigung der von Thun in Kiekindepene bei Demmin sowie um gegenseitige Schulden zwischen dem Herzog und den von Thun ging. Lippold von Behr wurde ebenfalls 1330 von Graf Johann III. von Gützkow als Vogt auf Krowelin eingesetzt.
Am 15. Juli 1331 versöhnten sich die Grafen Johann III. und Johann IV. von Gützkow (Johannes und Johanes de Gutzkouwe comites) erneut mit Herzog Barnim III. und versprachen Heeresfolge auch außerhalb des Landes.
Im pommersch-brandenburgischen Krieg kam es am 1. August 1332 zur Schlacht auf dem Kremmer Damm. Hier soll sich einer der gräflichen Brüder vor den Brandenburgern schwere Verletzungen zugezogen haben, denen er später erlag.
Als die Herzöge Otto I. und Barnim III. von Pommern am 28. Juni 1333 in Lippehne in der Neumark mit dem Markgrafen Ludwig von Brandenburg einen Landfrieden auf drei Jahre vereinbarten, war auch ein Graf Johann von Gützkow (greve Johannes van Gutzecowe) beteiligt.
Die Grafen Johann III. von Gützkow (Johannes senior comes de Gutzecowe) und Johann IV. von Gützkow (Johannes junior Dei gracia comes de Gutzecow) bestätigten am 16. Januar 1334 in Gützkow die in ihrer Gegenwart geschehene Auflassung von 11 ½ Hufen in Sanz an die Brüder Heinrich und Ludekin Lange in Greifswald als Käufer durch die Gebrüder Behr und belehnten die Käufer. Unter den Urkundenzeugen in Gützkow war auch ein Rudolfo de Gutzecow, civibus in Gripeswold.
Graf Johann IV. von Gützkow (Johannes Dei gracia comes de Gutzecow) wiederholte und bekräftigte am 18. Juni 1334 in Gützkow die letztwillige Schenkung von Hebungen aus dem Dorfe Weitenhagen an das Kloster Eldena durch seinen verstorbenen Bruder Johann III. (frater noster Johannes bone memorie comes eciam in Gützecow) zur Errichtung einer ewigen Vikarie. Demnach starb Johann III. vor dem 18. Juni 1334.

## Familie
Während Schwartz und Pyl in Elisabeth zwar eine Schwester einer Mechthild, jedenfalls eine Nichte Johanns III., also Tochter Johanns IV. sahen, deutet zuerst Hoffmann an, dass es sich sehr viel wahrscheinlicher um seine Gattin, wohl aber eine Schwester der Mechthild, seiner Schwägerin, handelt. Er erkennt in den Urkunden also nur eine Mechthild und sieht diese und Elisabeth als Töchter des Grafen Günzel VI. von Schwerin und der Richardis von Tecklenburg. Dieser Auffassung schließt sich auch Schmidt an, während Rymar und Schwenicke erneut zwei Mechthild, je in eine Schwägerin und eine Großnichte, also Enkelin Johanns IV. unterscheiden. Letzterer stellen sie Elisabeth zur Schwester, eine Gattin Johanns III. nennen sie nicht.
Johann V. hingegen sehen sowohl Hoffmann als auch Schwennicke und Rymar als unstrittigen Sohn Johanns III. Pyl sah diesen noch als Neffen, Schmidt nennt zwar Johann V. ebenfalls ohne diesen jedoch zuzuordnen.